# Arnold Pihlak
Arnold Pihlak (* 17. Juli 1902 in Reval, Russisches Kaiserreich; † 1. November 1985 in Bradford, England) war ein estnischer Fußballspieler.

## Leben

### Frühe Jahre
Arnold Pihlak wurde am 17. Juli 1902 im damaligen russischen Reval im Gouvernement Estland im Russischen Kaiserreich geboren. 

### Karriere im Verein
Er begann 1920 beim ESS Kalev Tallinn. 1923 verließ er den Verein und war eine Zeit lang vereinslos. Ein Jahr später im Jahre 1924 wechselte er zum VS Sport Tallinn. Dort blieb er aber nicht mal eine Saison. Er wechselte noch im selben Jahr zu seinem alten Verein, dem ESS Kalev Tallinn. Wieder ein Jahr später wechselte er zu Tallinna JK, wo er bis 1928 blieb. Anschließend war er eine Saison lang in Österreich beim FK Austria Wien unter Vertrag, wo er jedoch nicht zum Einsatz kam. Daraufhin wechselte er 1929 zu seinem alten Verein Tallinna JK, wo er wiederum nur eine einzige Saison blieb. In der Saison 1930/31 war er erneut vereinslos. Seine letzte Station vor seinem Karriereende war JK Estonia Tallinn.

### Karriere in der Nationalmannschaft
Pihlak brachte es zwischen 1920 und 1931 auf 44 Länderspiele und 17 Tore.

### Tod
Er starb am 1. November 1985 im englischen Bradford.